# 有井村
有井村（ありいむら）は三重県南牟婁郡にあった村。現在の熊野市井戸町・有馬町にあたる。

## 地理
- 海洋：熊野川
- 山岳：天神丸山、久留米木山、丸尾山、長尾山
- 河川：井戸川

## 歴史
- 1889年（明治22年）4月1日 - 町村制の施行により、井戸村・有馬村の区域をもって発足。
- 1954年（昭和29年）11月3日 - 木本町・荒坂村・新鹿村・泊村・神川村・五郷村・飛鳥村と合併して熊野市が発足。同日有井村廃止。

## 交通

### 鉄道路線
- 日本国有鉄道
  - 紀勢西線（現・紀勢本線）
    - 有井駅 - 紀伊木本駅（現・熊野市駅）

### 道路
- 国道170号（現・国道42号）